# Cornaca

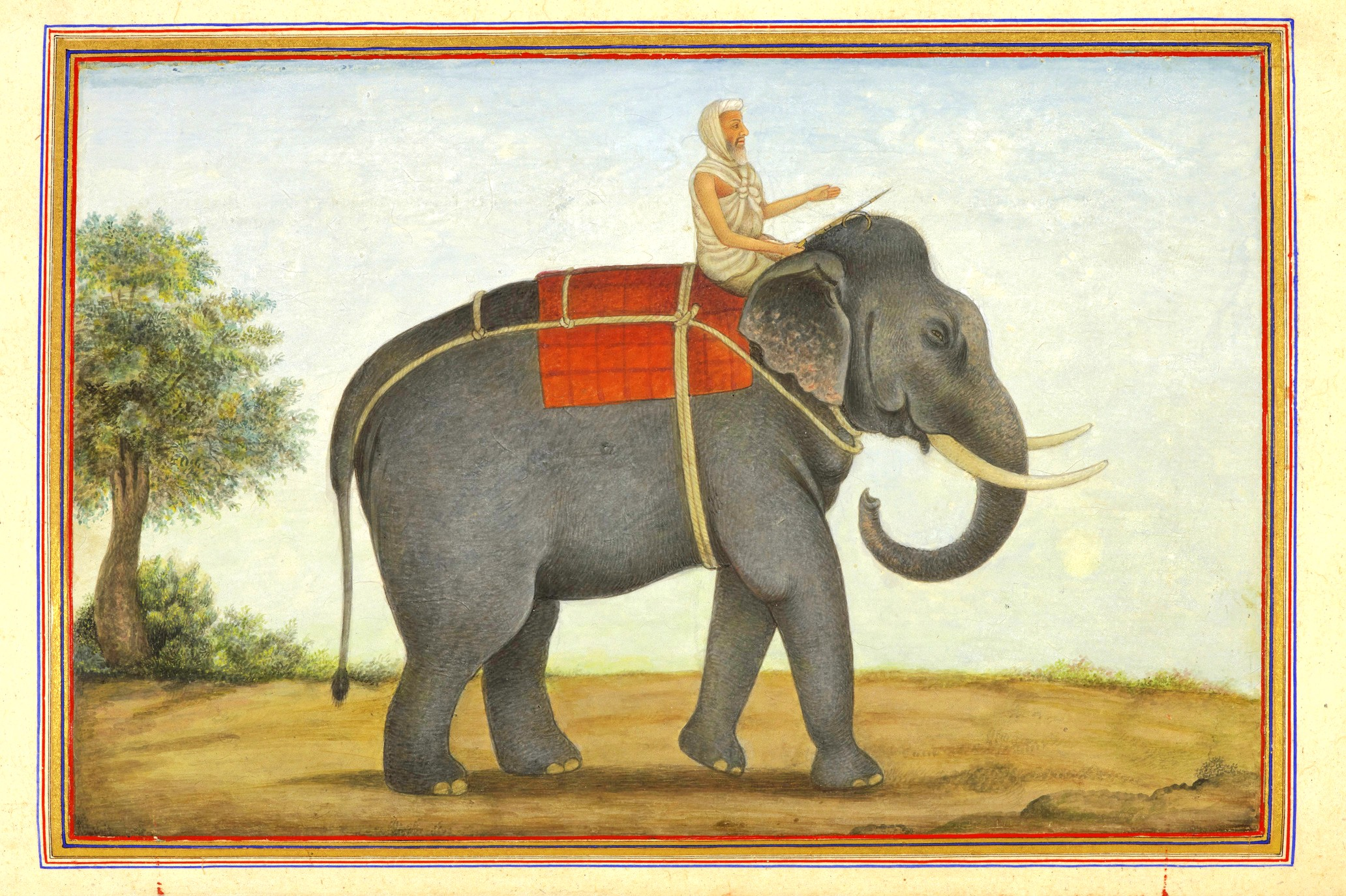
Uma imagem do guarda-elefantes na Índia montando seu elefante de Tashrih al-aqvam (1825).

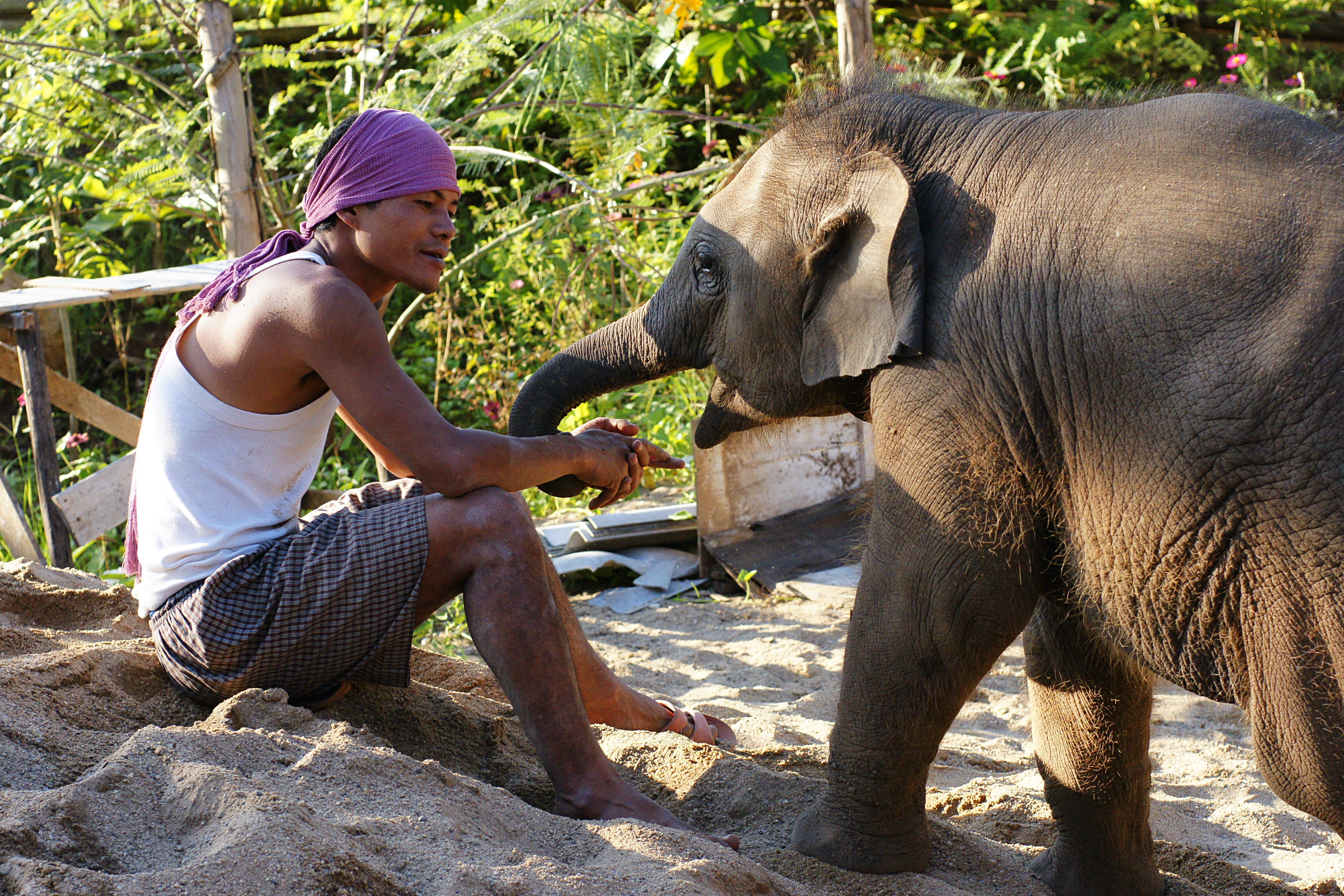
Cornaca com um jovem elefante no Elephant Nature Park, Tailândia

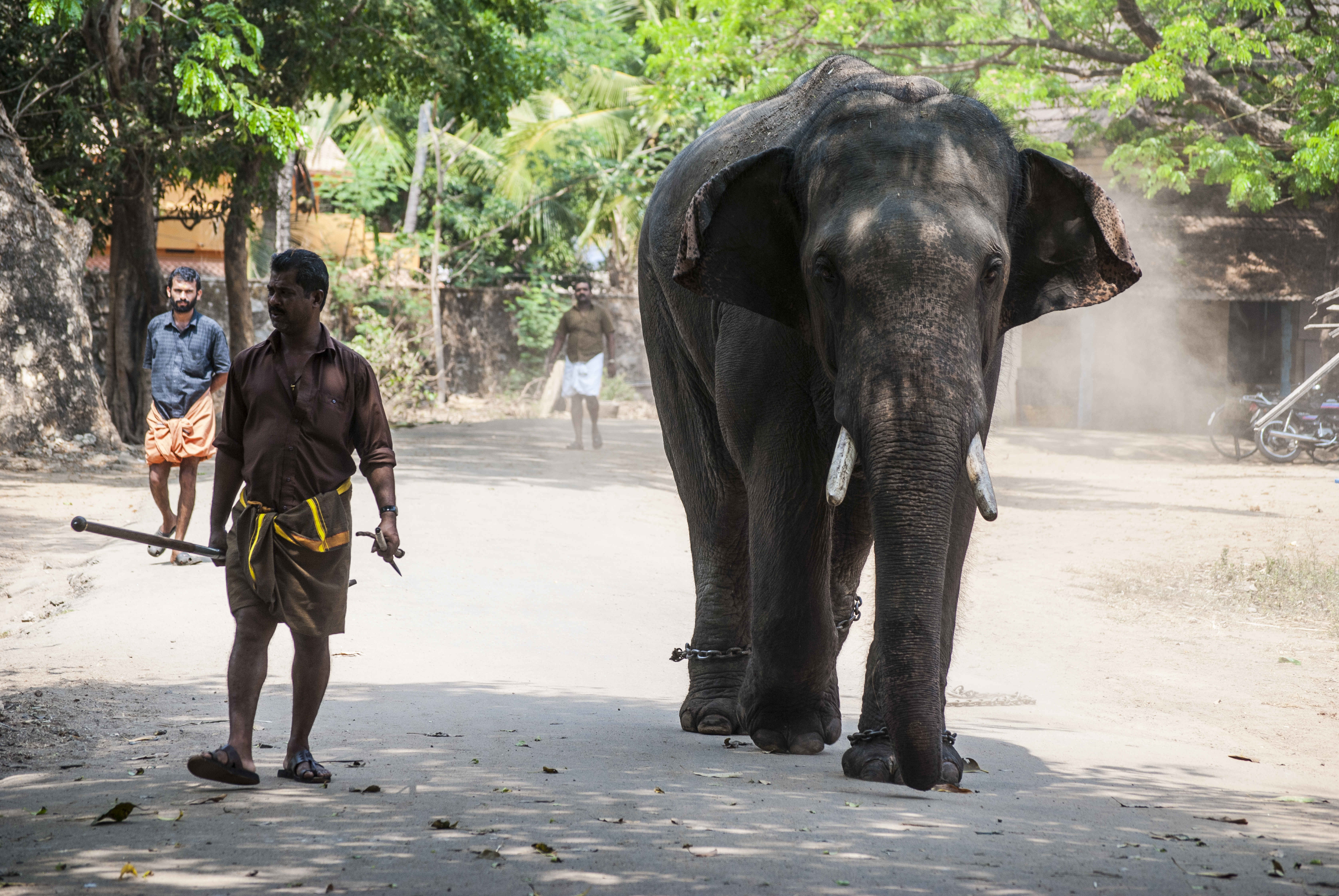
Um jovem elefante e seu cornaca, Querala, Índia

Um cornaca (ou mahout) é um condutor, treinador ou detentor de elefantes. Geralmente, um cornaca começa como um garoto na profissão de família quando recebe um elefante no início de sua vida. Eles permanecem ligados um ao outro durante toda a vida.

## Etimologia
A palavra mahout deriva das palavras hindi mahaut (महौत) e mahavat (महावत), e originalmente do sânscrito mahamatra (महामात्र).
Outro termo é cornac ou kornak, que entrou em muitas línguas europeias via português. Esta palavra deriva, em última análise, do termo sânscrito karināyaka, um composto de karin (elefante) e nayaka (líder). Em telugo, uma pessoa que cuida de elefantes é chamada Mavati; esta palavra também é derivada do sânscrito. Em tâmil, a palavra usada é pahan, que significa "guardião de elefantes", e em cingalês é kurawanayaka ("mestre estável"). Em malaiala, a palavra usada é paappaan.
Na Birmânia, a profissão é chamada u-si; na Tailândia, kwan-chang (ควาญ ช้าง) e no Vietnã, Quan Tuong.

## Equipamento

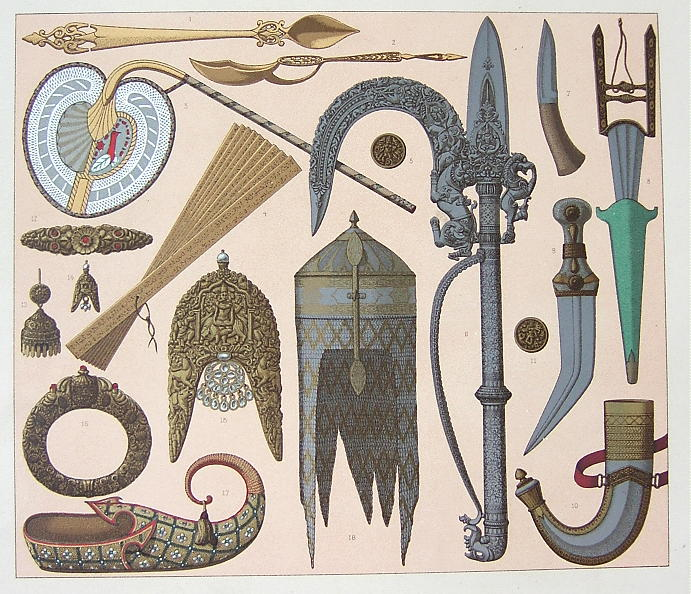
Gancho de aço antigo usado por cavaleiros do império Mogol

As ferramentas mais comuns usadas pelos cornacas são as correntes e o Aṅkuśa (ou ankus, anlius) — um gancho afiado de metal usado como guia no treinamento e manuseio do elefante.
Na Índia, especialmente em Querala, os cornacas usam três tipos de dispositivos para controlar os elefantes. O thotti (gancho), que tem 3,5 pés de comprimento e cerca de uma polegada de espessura; o valiya kol (poste longo), que tem 10,5 pés de comprimento e cerca de uma polegada de espessura; e o cheru kol (poste curto).

## Sociedade

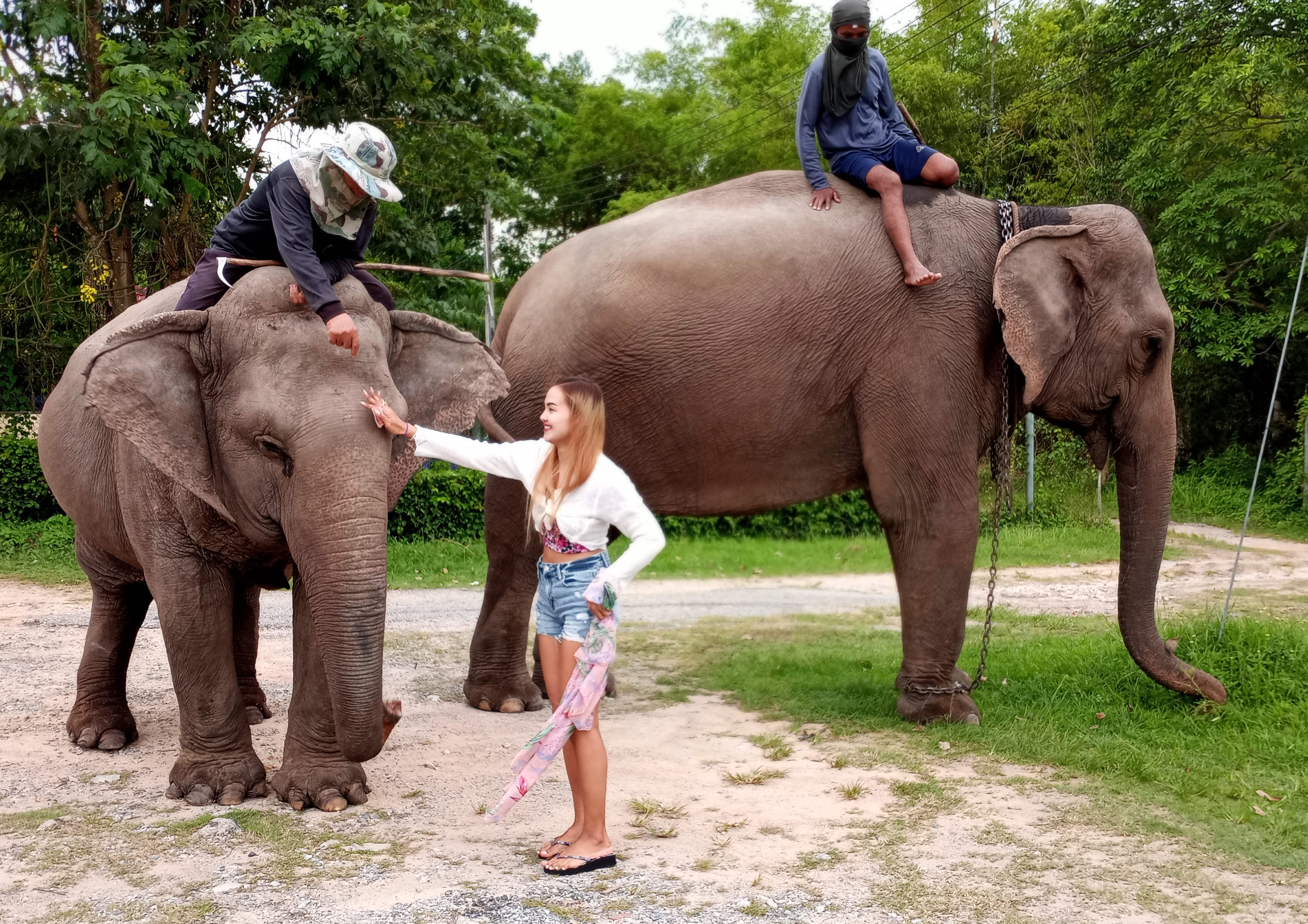
Elefantes tailandeses e mahouts com modelo

Os elefantes e, portanto, também os cornacas, são parte integrante da política e da economia em todo o sul e sudeste da Ásia. Os animais são doados por solicitação dos ministros do governo e, às vezes, como presentes. Além das ocupações mais tradicionais, hoje os cornacas são empregados em muitos países pelos serviços florestais e pela indústria madeireira, bem como pelo turismo.

## Cultura
O Zoológico de Cingapura apresentou um programa chamado "elephants at work and play" até 2018, onde os cuidadores dos elefantes eram chamados de "mahouts" e demonstrou como os elefantes são usados como animais de carga no sudeste da Ásia. Os comandos verbais dados aos elefantes pelos cornacas estão todos em cingalês, uma das duas línguas oficiais do Sri Lanka .
Uma exibição de loja que anuncia cigarros "Mahout" aparece com destaque no fundo da sequência de "dança da chuva" do filme de Gene Kelly, de 1952, Singin' in the Rain. A palavra "mahout" também aparece na letra da música "Drop the Pilot", de Joan Armatrading.
O ensaio de George Orwell, "Shooting an Elephant", discute o relacionamento de um elefante com o seu cornaca: "Não era, é claro, um elefante selvagem, mas um elefante manso que se tornou 'agressivo'. Ele estava acorrentado, como sempre acontece com os mansos elefantes quando dão ataque de 'raiva', mas na noite anterior ele quebrou a corrente e escapou. Seu cornaca, a única pessoa que conseguiu controlá-lo quando estava naquele estado, partiu em sua procura, mas tomou a direção errada e estava agora a doze horas de viagem".